# Стационарный плазменный двигатель

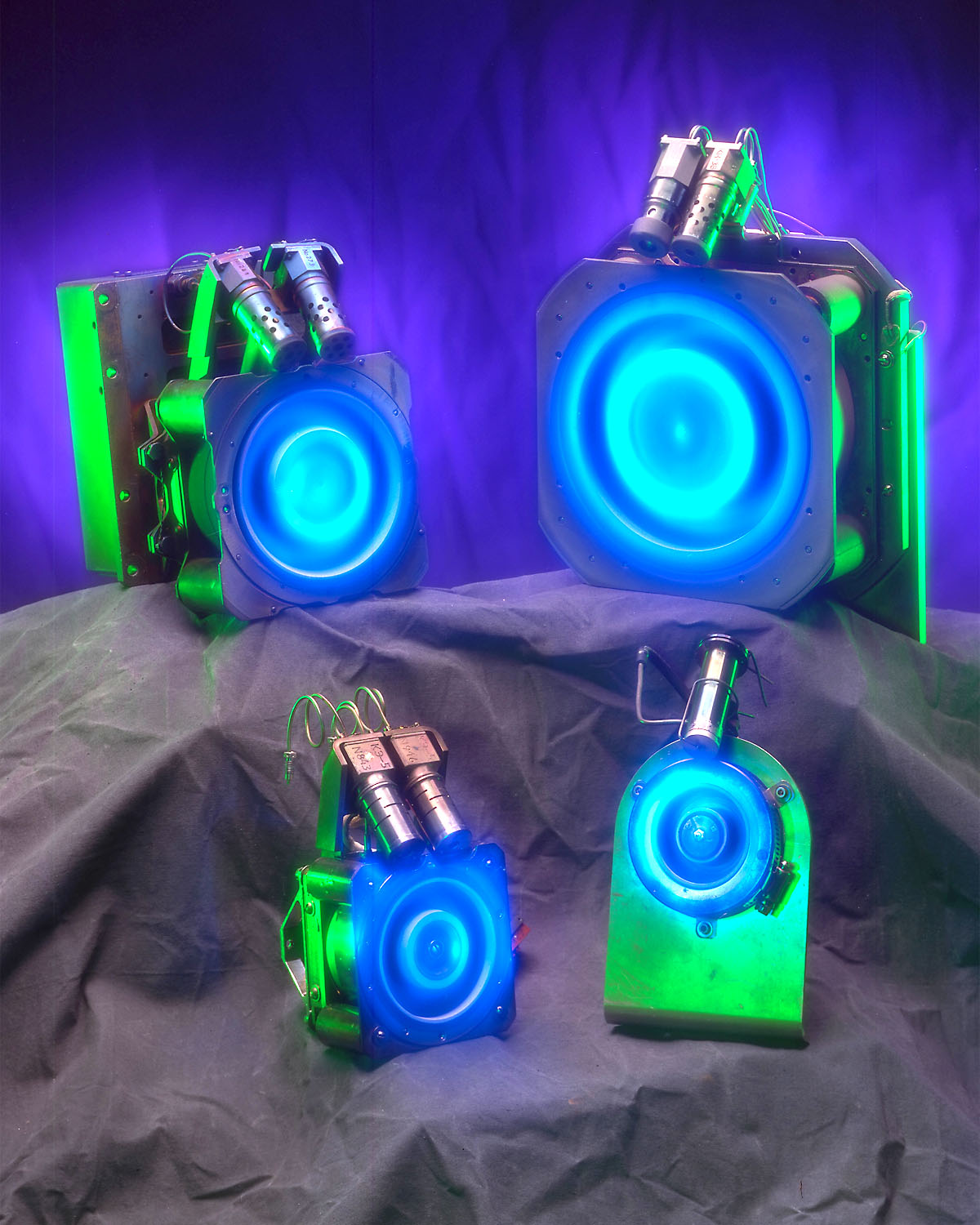
Стационарные плазменные двигатели

Стационарный плазменный двигатель (СПД) — электростатический ракетный двигатель на эффекте Холла с истечением нейтральной плазмы, разработанный в опытном конструкторском бюро «Факел» при научном сопровождении ИАЭ им. И.В.Курчатова, МАИ и НИИ ПМЭ.

## Принцип действия
Стационарный плазменный двигатель представляет собой электростатический ракетный двигатель на эффекте Холла с ксеноном в качестве рабочего тела. Его принцип действия основан на взаимодействии заряженных частиц плазмы с продольным электрическим и поперечным магнитным полями, это двигатель с замкнутым дрейфом электронов и протяженной зоной ускорения.
Ксеноновая плазма создается в двигателе за счет газового разряда в коаксиальном канале разрядной камеры. Благодаря физическим особенностям разряда с замкнутым дрейфом электронов происходит практически полная ионизация рабочего тела. Ионы ускоряются в электрическом поле вдоль разрядной камеры, в результате из камеры истекает направленный поток ионов (струя плазмы), что создаёт реактивную тягу.
Электроны плазмы дрейфуют по азимуту и ионизируют атомы ксенона, часть из них попадает на анод, а другая часть уходит вместе с ионами в плазменную струю. На выходе из разрядной камеры электроны компенсируют электрический потенциал ионного потока и пространственный заряд так, что автоматически выполняется условие равенства нулю полного электрического тока плазменной реактивной струи, истекающей из двигателя. Благодаря этому электрический потенциал космического аппарата лишь незначительно отличается от потенциала окружающего пространства.
Скорость истечения, тяга и потребляемая мощность струи плазмы на выходе из двигателя определяются разностью потенциалов, пройденной ионами в ускоряющем промежутке между анодом и катодом. Тяга зависит также от расхода рабочего тела (ксенона). У стационарного плазменного двигателя тяга почти прямо пропорциональна расходу рабочего тела.
Из-за жёсткой зависимости мощности от расхода рабочего тела при создании эффективного стационарно работающего плазменного двигателя малой мощности сложно обеспечить требуемое магнитное поле в ускорительном канале такого двигателя.

## История
Идея создания СПД была предложена А. И. Морозовым в начале 60-х годов XX века. В 1968 году академиком А. П. Александровым и главным конструктором А. Г. Иосифьяном было принято историческое решение о создании корректирующей двигательной установки (КДУ) с СПД. Разработка первой КДУ и её интеграция в КА «Метеор» была выполнена в тесном содружестве групп учёных и специалистов Института атомной энергии им. И. В. Курчатова (Г. Тилинин), ОКБ «Факел» (К. Козубский), ОКБ «Заря» (Л. Новосёлов) и ВНИИЭМ (Ю. Рылов). В декабре 1971 г. двигательная установка с СПД — КДУ «Эол» успешно стартовала в космос в составе КА «Метеор-1-10». В феврале-июне 1972 г. были проведены первые включения и испытания, продемонстрировавшие работоспособность СПД в космосе и совместимость с КА на околоземных орбитах. Высота орбиты была поднята на 17 км.
В 1974 году было произведено успешное испытание плазменного двигателя «Эол».
В начале 1980-х Калининградское ОКБ «Факел» начинает серийно производить двигатели СПД-50, СПД-60, СПД-70.
В 1982 году был запущен первый спутник с СПД-70, «Космос-1366» типа 11Ф663, а в 1994-м новой моделью СПД-100 оснастили спутник связи «Галс-1».
С 1995 года СПД используется в системах коррекции серии связных геостационарных КА типа «Галс», «Экспресс», «Экспресс-А», Экспресс-АМ, Sesat разработки НПО прикладной механики, а с 2003 года — в составе зарубежных геостационарных спутников типа Inmarsat, Intelsat-X, IPSTAR-II, Telstar-8 для решения задач приведения в «рабочую точку», стабилизации положения в этой точке, изменения «рабочей точки» в случае необходимости и увода с неё по окончании эксплуатации.
К январю 2012 года на запущенных в космос аппаратах было установлено в общей сложности 352 двигателя СПД.

## Технические характеристики
Спецификой этого двигателя, как и других электроракетных двигателей, является значительно большая скорость истечения рабочего тела по сравнению с использовавшимися ранее химическими двигателями, позволяющая значительно уменьшить запасы рабочего тела, необходимые для решения названных выше задач. Его применение в составе геостационарных КА позволяет увеличить долю массы целевой аппаратуры и срок их активного существования до 12-15 лет. За счёт этого значительно повышается эффективность КА.
ОКБ «Факел» производит различные двигатели, отличающиеся тягой, массогабаритными характеристиками, потребляемой мощностью для различных КА.
| Модель     | Назначение | Тяга, мН | Мощность, кВт | Удельный импульс, с | Тяговый КПД, % | Ресурс, ч | Масса, кг | Примеры КА                                                          |
| ---------- | --- | -------- | ------------- | ------------------- | -------------- | --------- | --------- | ------------------------------------------------------------------- |
| СПД-290    | маршевые и транспортные задачи тяжёлых КА с высокой энерговооружённостью                                                               | до 1500  | 5—30          | до 3300             | до 65          | 27000     | 23        | в составе Ядерной электродвигательной установки мегаваттного класса |
| СПД-230    | разгонные блоки довыведение КА с высокоэллиптической стартовой на геостационарную орбиту                                               | до 785   | до 15         | до 2700             | до 60          | —         | 25        |                                                                     |
| СПД-200    | довыведение КА с высокоэллиптической стартовой орбиты на геостационарную в составе разгонного блока на основе ЭРДУ мощностью 10…15 кВт | 500      | 15            | 2500                | до 60          | 18000     | 15        |                                                                     |
| СПД-140    | межорбитальная транспортировка, коррекции орбиты тяжёлых геостационарных КА                                                            | 300      | 7             | 2000                | > 55           | 10000     | 7,5       | Eutelsat 172B                                                       |
| СПД-25     | коррекция орбиты, манёвры, ориентация, стабилизация малоразмерных КА (массой ~100 кг)                                                  | 7        | 0,1           | 800                 | 20             | 1500      | 0,3       |                                                                     |
| СПД-50     | ЭРДУ малых космических аппаратов | 14       | 0,22          | 860                 | 26             | ≥2500     | 1,23      | Метеор 1-27, Космос-1066, Канопус-В                                 |
| СПД-60     | ЭРДУ малых космических аппаратов | 30       | 0,5           | 1300                | 37             | 2500      | 1,2       | некоторые КА из серии Метеор                                        |
| СПД-70     | ЭРДУ средних космических аппаратов | 40       | 0,66          | 1470                | 43             | 3100      | 2         | Экспресс-МД1, КазСат-2, …                                           |
| СПД-100В   | ЭРДУ различных космических аппаратов                                                                                                   | 83       | 1,35          | 1600                | 45             | >9000     | 3,5       | Экспресс-АМ44, АМОС-5, …                                            |
| PPS-1350-G | воспроизведённая в Европе компанией Snecma Moteurs технология СПД-100 в рамках соглашения между ОКБ «ФАКЕЛ» и Snecma Moteurs           | 84       | 1,5           | 1668                | 46             | 7000      | 3,5       | SMART-1                                                             |